# Pholodes australasiaria
Pholodes australasiaria là một loài bướm đêm trong họ Geometridae.